# Marlin Engineering
Marlin Engineering ist ein britischer Automobilhersteller, der seit 1979 erst in Plymouth (Devon) und dann in Crediton (Devon) ansässig ist. Die Internetseite nennt die Firmierung Marlin Sports Cars Limited. Für Marlin Engineering nennt eine Quelle das Gründungsjahr 1996 und das Auflösungsjahr 2002. Außerdem gibt es eine 1993 gegründete noch existente Marlin Cars Limited.

## Beschreibung
Die Gesellschaft wurde von Paul Moorhouse gegründet, der nach dem Bau einiger Prototypen für den eigenen Gebrauch sich dazu entschloss, einen davon als Kit Car in die Serienfertigung zu übernehmen. 1979 wurden die ersten Kits verkauft.
Das erste Modell war der Roadster, der gefertigt wurde, bis die Konstruktion zusammen mit der Berlinetta 1992 an YKC Sports Cars (YKC) verkauft wurde, wo sie gefertigt wurden, bis der Eigentümer 2006 in Rente ging und sie an die Aquila Sports Cars Ltd. weiterverkaufte.
Mitte der 1990er-Jahre wurde die Gesellschaft an Terry und Mark Matthews verkauft, die das Modell Hunter einführten. Mark Matthews starb 2014.
Laut Mitteilung der Unternehmenswebsite im Mai 2019 ist das Unternehmen geschlossen und die Produktion eingestellt. Die Fabrik steht zum Verkauf.
Im April 2021 übernahm Kevin Richardson das Unternehmen.

## Modelle

### Roadster

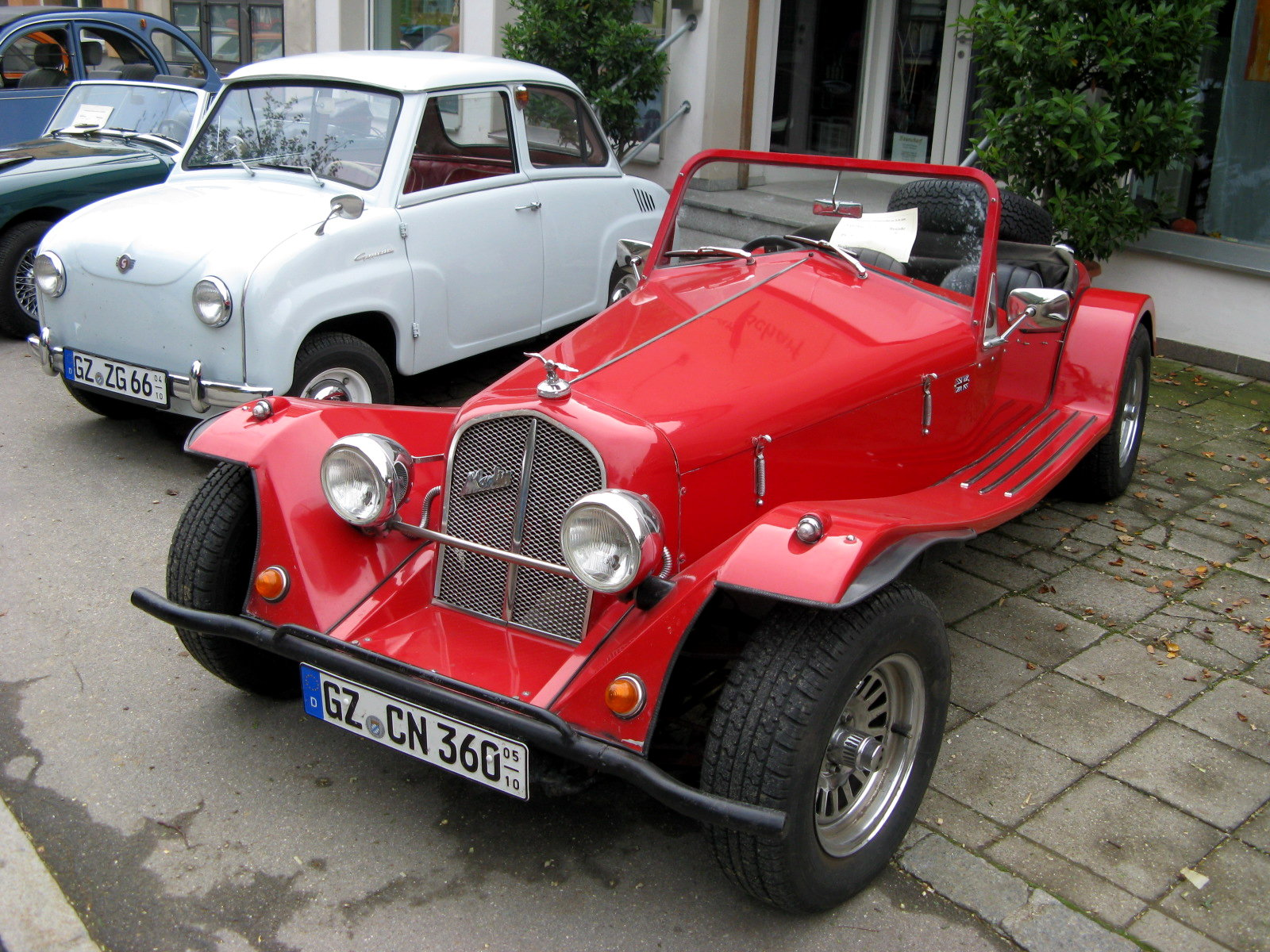
Marlin Roadster

Der Roadster war das erste Modell und basierte auf dem Triumph Herald. Der zweisitzige Wagen aus Aluminium und GFK besaß einen Kühlergrill, der denen der Vorkriegssportwagen von Alfa Romeo ähnelte. 1981 ersetzte die Hinterachse des Morris Marina die von Triumph und der Motor des Marina wurde serienmäßig eingebaut, auch wenn viele Kunden andere Motoren einbauten.

### Berlinetta

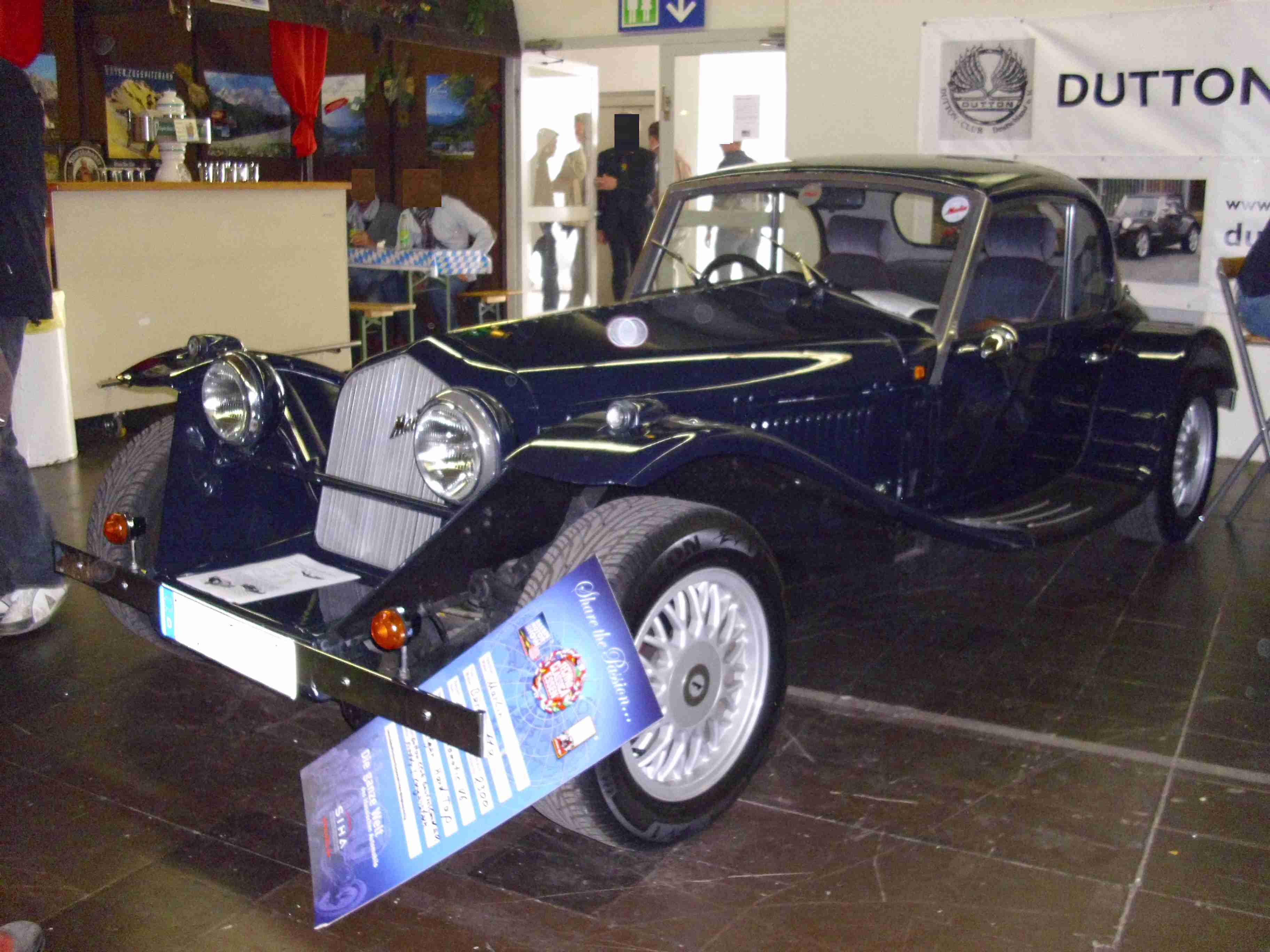
Marlin Berlinetta von 1979

Die Berlinetta kam 1984 als 2+2-Coupé heraus und bestand aus Teilen des Ford Cortina Mark III oder Mark IV.

### Cabrio
Das 1991 erschienene Cabrio war eine Weiterentwicklung des Roadsters mit Teilen vom Ford Sierra.

### Hunter
Der Hunter war ein fertig gebautes Auto, das auf dem Cabrio basierte.

### Sportster
Der Sportster ist der Nachfolger des Roadster, der komplett überarbeitet wurde und ebenfalls als Roadster ausgeliefert wurde. Er hat serienmäßig den Sechszylindermotor des BMW 3er E36 mit 2,0 bis 3,5 Liter Hubraum. Das Fahrzeug ist 3,65 m lang, 1,65 m breit und wog etwa 850 kg. Es gibt ihn als Kit oder fertig gebautes Auto.

### 5EXi
Anders als bei seinen Vorgängern verabschiedete sich Marlin beim 5EXi vom Retrolook und baute einen modernen Zweisitzer mit Mittelmotor, wiederum als Roadster. Der Wagen besitzt einen Space Frame, auf dem GFK-Paneele angebracht sind und die Vierzylindermotoren mit 1100 cm³ bis 2000 cm³ Hubraum stammen entweder von Honda Civic oder aus der Rover K-Serie. Das Fahrzeug ist 3,55 m lang, 1,69 m breit und wiegt etwa 650 kg.
Der Wagen ist sowohl als Kit als auch als fertig gebautes Fahrzeug erhältlich. Das Werk gibt an, dass der Kit in 100 h aufgebaut werden kann.